# Y ahora te vas
"Y ahora te vas" es una canción escrita y producida por el cantautor mexicano Marco Antonio Solís, e interpretada por él como cantante principal de Los Bukis. Fue lanzado como el segundo sencillo de su undécimo álbum de estudio nominado al Grammy Si Me Recuerdas (1988). Esta canción se convirtió en su primer sencillo número uno en el Billboard Hot Latin Tracks.
"Y ahora te vas" también ha sido incluido en varios álbumes recopilatorios lanzados por Los Bukis, incluidos sus dos álbumes número uno 30 Inolvidables (2002) y Crónica de Dos Grandes (2004); también ha sido versionada por diversos artistas, como Conjunto Atardecer,Manolo Escobar, Los Enanitos Verdes, Víctor García, El Grupo Santa Clara, Inicial de Durango, Los Komplices, Mar Azul, Tito Nieves, Banda R-15, Notable, La Nueva Luna, Estela Núñez, Orquesta Noche Sabrosa, Otro Sentido, Lefty Pérez, Raulin Rodríguez, Raulin Rosendo y Los 6 de Durango.
La canción debutó en el Billboard Hot Latin Tracks en el n° 45 el 20 de febrero de 1988 y subió a los diez primeros cinco semanas después.  Alcanzó la primera posición de la lista el 23 de abril de 1988, reemplazando a "Debo Hacerlo" del cantautor mexicano Juan Gabriel y siendo reemplazada una semana después por "Ay Amor" de Ana Gabriel. "Y Ahora Te Vas" ocupó el puesto número doce en la lista de fin de año de Hot Latin Tracks de 1988 y se convirtió en el tercer sencillo del grupo entre los diez primeros en la lista, después de "Éste Adiós" (1986) y "Tú Carcel" (1987).
Los Bukis ganaron el Premio Lo Nuestro en 1989 a Mejor Canción Regional Mexicana por este sencillo, Mejor Álbum Regional Mexicano (Si Me Recuerdas) y Mejor Grupo Regional Mexicano. En 2013, el cantante colombiano Jorge Celedón y Solís grabaron una nueva versión de la canción en vallenato para el disco del primero Celedón Sin Fronteras. Esta nueva versión alcanzó el puesto número 6 en las listas del Informe Nacional de Colombia.